# AKB48第13張單曲選拔總選舉「向神發誓，動真格」
AKB48第13張單曲選拔總選舉「向神發誓，動真格」（日語：AKB48 13thシングル選抜総選挙「神様に誓ってガチです」）是AKB48的第13張單曲的選拔成員選舉，同時是第一屆的AKB48選拔總選舉。該活動的得票首21名可成為2009年8月26日發售的《Maybe是藉口》選拔成員。

## 概要
於2009年4月26日由NHK Hall舉辦的『「神公演予定」* 因諸多因素、也有可能無法成為神公演、望體諒』中，由AKB48劇場經理戶賀崎智信宣佈舉辦選拔總選舉。根據公職選舉法實施的選舉同樣是製作選舉海報，AKB48劇場門廳和走廊等都有公佈。而且，政綱在DMM.com和劇場公演結束之後播放。
投票期是2009年6月23日至7月7日，同年7月8日在赤坂BLITZ開票。

## 當選範圍
首21位的人為選拔成員，其中首12位成員被稱為「媒體選拔」，能優先參加電視節目和雜誌等的新曲宣傳。
第22至30位的成員擔任c/w歌曲，被稱為「Under Girl」。

## 有資格投票者
- 購買AKB48第12張單曲《驚喜之淚！》通常盤者
- AKB48歌迷會「柱之会」会員
- AKB48公式携帯網站「AKB48 Mobile」会員
- DMM.com「AKB48 Live!! ON DEMAND」月額見放題会員

## 候選人
以下僅為舉行選舉時的團隊情況。

### AKB48
- Team A（13名）
板野友美、北原里英、小嶋陽菜、佐藤亞美菜、佐藤由加理、篠田麻里子、高城亞樹、高橋みなみ、中田ちさと、藤江れいな、前田敦子、峯岸みなみ、宮崎美穗
- Team K（15名）
秋元才加、梅田彩佳、大島優子、大堀惠、奥真奈美、小野惠令奈、河西智美、倉持明日香、小林香菜、佐藤夏希、近野莉菜、野呂佳代、增田有華、松原夏海、宮澤佐江
- Team B（15名）
浦野一美、多田愛佳、柏木由紀、片山陽加、小原春香、佐伯美香、指原莉乃、田名部生来、仲川遙香、中塚智實、仲谷明香、仁藤萌乃、平嶋夏海、米澤瑠美、渡邊麻友
- 研究生（13名）
石田晴香、岩佐美咲、內田真由美、大家志津香、菊地あやか、小森美果、佐藤すみれ、鈴木紫帆里、鈴木まりや、野中美鄉、林彩乃、前田亞美、松井咲子

### SKE48
- Team S（16名）
大矢真那、小野晴香、桑原みずき、新海里奈、高井つき奈、高田志織、出口陽、中西優香、平田璃香子、平松可奈子、松井珠理奈、松井玲奈、松下唯、森紗雪、矢神久美、山下もえ
- Team KII（16名）
赤枝里里奈、井口栞里、石田安奈、市原佑梨、内山命、加藤智子、鬼頭桃菜、齊藤真木子、佐藤聖羅、佐藤實繪子、高柳明音、古川愛李、松本梨奈、向田茉夏、前田榮子、山田澪花
- 研究生（10名）
阿比留李帆、磯原杏華、大島風薫、加藤るみ、柴木愛子、橋本あゆみ、林星香、前川愛佳、間野春香、若林倫香

## 結果
| 排名                   | 成員名稱   | 所屬隊伍 | 速報            | 中間發報         | 最終票數 |
| ---------------------- | ---------- | -------- | --------------- | ---------------- | -------- |
| 1                      | 前田敦子   | Team A   | 1661票（第1位） | 3489票（第1位）  | 4630票   |
| 2                      | 大島優子   | Team K   | 1150票（第2位） | 2510票（第2位）  | 3345票   |
| 3                      | 篠田麻里子 | Team A   | 646票（第7位）  | 1710票（第5位）  | 2852票   |
| 4                      | 渡邊麻友   | Team B   | 747票（第5位）  | 1671票（第6位）  | 2625票   |
| 5                      | 高橋南     | Team A   | 849票（第3位）  | 1850票（第3位）  | 2614票   |
| 6                      | 小嶋陽菜   | Team A   | 748票（第4位）  | 1756票（第4位）  | 2543票   |
| 7                      | 板野友美   | Team A   | 681票（第6位）  | 1663票（第7位）  | 2281票   |
| 8                      | 佐藤亞美菜 | Team A   | 327票（第15位） | 694票（第18位）  | 2117票   |
| 9                      | 柏木由紀   | Team B   | 397票（第13位） | 928票（第13位）  | 1920票   |
| 10                     | 河西智美   | Team K   | 565票（第8位）  | 1266票（第9位）  | 1890票   |
| 11                     | 小野惠令奈 | Team K   | 504票（第9位）  | 1268票（第8位）  | 1838票   |
| 12                     | 秋元才加   | Team K   | 224票（第22位） | 636票（第23位）  | 1599票   |
| 到目前為止是媒體組選拔 |            |          |                 |                  |          |
| 13                     | 北原里英   | Team A   | 247票（第21位） | 631票（第24位）  | 1578票   |
| 14                     | 宮澤佐江   | Team K   | 483票（第10位） | 1133票（第10位） | 1547票   |
| 15                     | 佐藤由加理 | Team A   | 290票（第19位） | 709票（第16位）  | 1539票   |
| 16                     | 峯岸みなみ | Team A   | 428票（第11位） | 971票（第12位）  | 1414票   |
| 17                     | 浦野一美   | Team B   | 293票（第18位） | 686票（第19位）  | 1395票   |
| 18                     | 宮崎美穗   | Team A   | 400票（第12位） | 978票（第11位）  | 1373票   |
| 19                     | 松井珠理奈 | Team S   | 254票（第20位） | 820票（第14位）  | 1371票   |
| 20                     | 多田愛佳   | Team B   | 212票（第25位） | 645票（第22位）  | 1365票   |
| 21                     | 倉持明日香 | Team K   | 351票（第14位） | 742票（第15位）  | 1355票   |
| 到這裡是選拔組         |            |          |                 |                  |          |
| 以下是Under Girls      |            |          |                 |                  |          |
| 22                     | 米澤瑠美   | Team B   | 圈外（-）       | 622票（第26位）  | 1352票   |
| 23                     | 高城亞樹   | Team A   | 321票（第16位） | 662票（第21位）  | 1322票   |
| 24                     | 大堀惠     | Team K   | 220票（第23位） | 676票（第20位）  | 1316票   |
| 25                     | 增田有華   | Team K   | 320票（第17位） | 705票（第17位）  | 1247票   |
| 26                     | 平嶋夏海   | Team B   | 220票（第23位） | 497票（第28位）  | 1216票   |
| 27                     | 指原莉乃   | Team B   | 209票（第26位） | 544票（第27位）  | 1170票   |
| 28                     | 片山陽加   | Team B   | 191票（第27位） | 442票（第30位）  | 1089票   |
| 29                     | 松井玲奈   | Team S   | 155票（第30位） | 475票（第29位）  | 1073票   |
| 30                     | 松原夏海   | Team K   | 圈外（-）       | 圈外（-）        | 1050票   |

### 其他
部份成員在速報或中間發報位於30名以內，但最終位於圈外。
- 仲川遙香：速報第28位（163票）
- 仁藤萌乃：速報第28位（163票）
- 中田千智：中間發報第25位（627票）

## 書籍
- AKB48總選舉! 水着サプライズ發表（2009年8月20日、集英社）

## DVD
- AKB48 DVD MAGAZINE Vol.1『AKB48 13th單曲選拔總選舉「向神發誓，動真格」』（2009年10月17日、AKS標籤）